# Atel
Atel (Aar et Tessin d’Électricité) est une entreprise suisse de distribution d'énergie,,,,. 
Elle a fusionné le 19 décembre 2008 avec EOS pour former l'entreprise Alpiq. Alpiq Holding commence ses activités opérationnelles le 1er février 2009.